# Hunyadi hadai
A Hunyadi hadai a Huszár Games által fejlesztett stratégiai játék. Játszható egy illetve többjátékos módban. A térképek műholdas felvételek alapján készültek. Célja Hunyadi János hadjáratainak és korának szórakoztató bemutatása. Játékmenete hasonlít a  II. Rákóczi Ferenc hadjáratait bemutató Pro Libertate játékhoz. A játék az Oktatási és Kulturális Minisztériumnak köszönhetően ingyenesen letölthető. A játékban külön opciókban bemutatják Hunyadi János idejét.
A játékot a Sulinet oldaláról lehetett letölteni.